# Gaston Thorn
Gaston Egmond Thorn (ur. 3 września 1928 w Luksemburgu, zm. 26 sierpnia 2007 tamże) – luksemburski polityk i prawnik, działacz Partii Demokratycznej, parlamentarzysta, minister i wicepremier, od 1974 do 1979 premier Luksemburga, przewodniczący Komisji Europejskiej w latach 1981–1985.

## Życiorys
W czasie II wojny światowej działał w ruchu oporu, przez kilka miesięcy był więziony. Ukończył studia prawnicze, kształcił się na uczelniach w Montpellier, Lozannie i Paryżu, następnie od 1955 praktykował w Luksemburgu. Dołączył do liberalnej Partii Demokratycznej, pełnił funkcję jej przewodniczącego w latach 1962–1969 i ponownie od 1971 do 1980.
Od 1959 wybierany na posła do Izby Deputowanych. Od 1959 do 1969 wchodził w skład Parlamentu Europejskiego. Do PE został wybrany również w pierwszych bezpośrednich wyborach w 1979, składając mandat następnego dnia po rozpoczęciu kadencji.
W latach 1961–1963 był członkiem zarządu miasta w Luksemburgu. W latach 1969–1974 był ministrem spraw zagranicznych i handlu zagranicznego, ministrem służb publicznych oraz ministrem wychowania fizycznego i sportu. W 1974 stanął na czele nowego rządu, którym kierował do 1979. Następnie przez rok pełnił funkcję wicepremiera. Jednocześnie zajmował stanowiska ministra spraw zagranicznych i handlu zagranicznego (1974–1980, od 1979 również kooperacji), ministra wychowania fizycznego i sportu (1974–1977), ministra gospodarki i klasy średniej (1977–1980), ministra sprawiedliwości (1979–1980). Był też przewodniczącym Międzynarodówki Liberalnej (1970–1982).
W 1980 Gaston Thorn został wybrany na przewodniczącego Komisji Europejskiej (wówczas funkcjonującej jako Komisja Wspólnot Europejskich), zastępując na tym stanowisku Roya Jenkinsa. Stanowisko objął w styczniu 1981 i zajmował do stycznia 1985.
Po odejściu z działalności politycznej był przewodniczącym rady dyrektorów banku Banque internationale à Luxembourg, a także prezesem największej luksemburskiej kompanii mediowej. Działał w Ruchu Europejskim oraz Komisji Trójstronnej.
Jego żoną była dziennikarka Liliane Thorn-Petit, miał syna Alaina.

## Odznaczenia i wyróżnienia
- Krzyż Wielki Orderu Zasługi Adolfa Nassauskiego[4]
- National Order (Rwanda, 1965)[5]
- Krzyż Wielki Orderu Sokoła Islandzkiego (Islandia, 1969)[6]
- Krzyż Wielki Orderu Zasługi Republiki Włoskiej (Włochy, 1970)[3]
- Krzyż Wielki Orderu Izabeli Katolickiej (Hiszpania, 1970)[7]
- Krzyż Wielki Orderu Chrystusa (Portugalia, 1970)[8]
- Krzyż Wielki Orderu Świętego Olafa (Norwegia, 1971)[9]
- Krzyż Wielki Orderu Danebroga (Dania, 1972)[10]
- Wielka Wstęga Orderu Leopolda (Belgia, 1972)[11]
- Krzyż Wielki Orderu Piusa IX (Watykan, 1976)[12]
- Krzyż Wielki Orderu Narodowego (Wybrzeże Kości Słoniowej, 1976)[13]
- Krzyż Wielki Orderu Lwa Niderlandzkiego (Holandia, 1976)[14]
- Wielki Oficer Ordre de la Valeur (Kamerun, 1978)[15]
- Krzyż Wielki Orderu Infanta Henryka (Portugalia, 1982)[8]
- Krzyż Wielki Orderu Zasługi (Portugalia, 1987)[8]
- Łańcuch z Gwiazdą Krzyża Wielkiego Orderu Sokoła Islandzkiego (Islandia, 1990)[6]
- Krzyż Wielki Orderu Wiernej Służby (Rumunia, 2004)[16]
- Krzyż Wielki Legii Honorowej (Francja)[4]
- Krzyż Wielki Orderu św. Michała i św. Jerzego (Wielka Brytania)[4]
- Krzyż Wielki Orderu Królewskiego Wiktoriańskiego (Wielka Brytania)[4]
- Doktor honoris causa: Université d’Aix-Marseille I (Francja)[17], Université catholique de Louvain (Belgia)[17], Uniwersytet Miami (USA)[17], Texas Wesleyan University (USA)[17]